# Janez Borovski
Janez Borovski, slovenski slikar, * 28. december 1817, Ljubljana, † 28. december, 1902, Ljubljana.

## Življenje in delo
Bil je zvest prijatelj slikarja J. Wolfa. V letih 1854–1864 je s presledki poučeval na ljubljanski realki prostoročno risanje. Leta 1865 je ornamentalno poslikal zakristijo frančiškanske cerkve v Ljubljani, 1885 kapelo sv. Cirila in Metoda v cerkvi Srca Jezusovega v Ljubljani, 1887 pa delno cerkev sv. Lenarta v Krtini. Ohranjenih je dvanajst njegovih oljnatih in akvarelnih slik.